# Dipsosphecia uroceriformis
Dipsosphecia uroceriformis is een vlinder uit de familie van de wespvlinders (Sesiidae). De wetenschappelijke naam van de soort is voor het eerst geldig gepubliceerd in 1834 door Georg Friedrich Treitschke.